# Renato Francesconi
Renato Francesconi (Roma, 17 settembre 1934 – Roma, 11 maggio 2023) è stato un tenore italiano.

## Biografia
Studió presso i conservatori di Roma e di Ferrara, perfezionandosi poi nella tecnica con Armando Piervenanzi, e nello studio dello spartito con Giuseppe Morelli, Ottavio Ziino, Rolando Nicolosi.
Dal debutto nel Trovatore di Verdi al Teatro Masini di Faenza, si esibì in tutti i principali teatri del mondo, nel repertorio lirico spinto e drammatico.
Tra i teatri che lo videro protagonista, si possono ricordare almeno l'Opera di Roma, il Maggio Musicale Fiorentino, il Teatro Regio di Parma, il Teatro La Fenice di Venezia, il Teatro Regio di Torino, il Teatro Verdi di Trieste, l'Arena di Verona, l'Arena Sferisterio di Macerata, il Teatro Massimo di Palermo, il Teatro Bellini di Catania, il Teatro Petruzzelli di Bari, il Teatro Carlo Felice di Genova, l'Opera di Parigi, la Staatsoper di Vienna, il Teatro Colón di Buenos Aires, l'Opera di Stato di Monaco, l'Opera La Monnaie di Bruxelles, l'Opera di Zurigo, New York, il Liceo di Barcellona, la Royal Opera House di Londra, il Kennedy Center di Washington, il Teatro Coliseo Albia di Bilbao, il Teatro Campo Amor di Oviedo, l'Opera Municipal di Lisbona.